# Pleurogeophilus caucasicus
Pleurogeophilus caucasicus är en mångfotingart som beskrevs av Folkmanova 1958. Pleurogeophilus caucasicus ingår i släktet Pleurogeophilus och familjen storjordkrypare.
Artens utbredningsområde är Ukraina. Inga underarter finns listade i Catalogue of Life.